# حميمية (حركة فن)

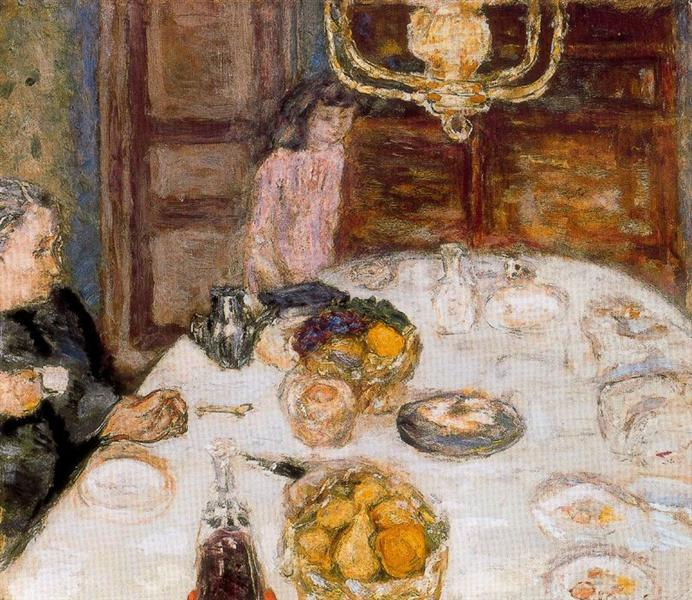
غداء في تحت ضوء المصباح لبيير بونرد عام 1899

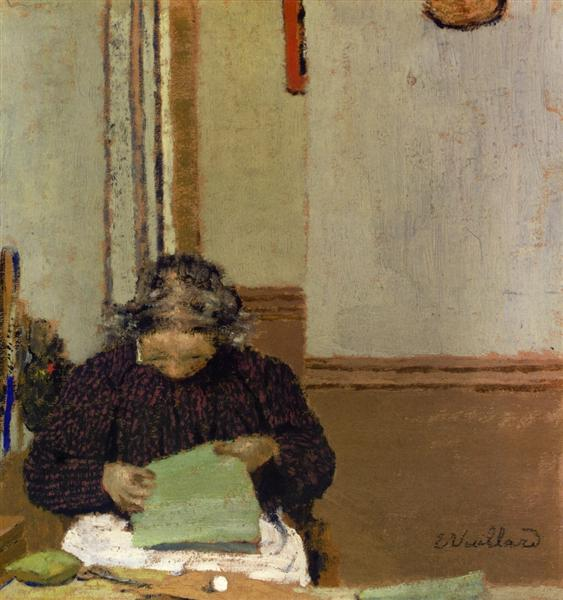
السيدة فويار كوزَنت. لإدوار فويار عام 1895

الحميمية (بالفرنسية: intimisme)‏ كانت حركة فنية في أواخر القرن التاسع عشر وأوائل القرن العشرين تضمنت تصوير مشاهد منزلية عادية ولكنها شخصية، خاصة تلك الموجودة داخل التصميمات الداخلية المنزلية. اتسم بالحركة الحميمة وجه الخصوص الرسامانن الفرنسيان إدوار فويار وبيير بونرد بعد حل Les Nabis عام 1899. ووُصِف إدغار ديغا وفلكس فَلوتون بأنهما متبعان المذهب الحميمي.  كان الاهتمام الرئيس لهم هو حياتهم الحميمة مثل تصوير أفراد أسرهم بدلاً من التركيز على مواضيع أكثر عمومية.